# 伯尔斯贝格
伯尔斯贝格是德国莱茵兰-普法尔茨州的一个市镇。总面积1.46平方公里，总人口259人，其中男性130人，女性129人（2011年12月31日），人口密度177人/平方公里。